# MHC Leeuwarden
Mixed Hockey Club Leeuwarden (MHC Leeuwarden) is een Nederlandse hockeyclub uit Leeuwarden. Heren 1 speelt in de Tweede klasse en dames 1 speelt in de Tweede klasse

## Geschiedenis

### Historie van de Mixed Hockey Club Leeuwarden
Mixed Hockey Club Leeuwarden (MHCL) is ontstaan uit een fusie van drie Leeuwarder hockeyclubs met ieder hun eigen geschiedenis en signatuur; de Leeuwarder Hockey Club (LHC), de Leeuwarder Mixed Hockeyclub RAP en de R.K. Hockey Club Hurry Up. Als oprichtingsdatum wordt de datum aangehouden dat LHC (vermoedelijk informeel) is opgericht; 1 oktober 1924. Hieronder een uitgebreidere historische schets van de drie vroegere hockeyclubs in Leeuwarden die uiteindelijk zijn opgegaan in het huidige MHCL.

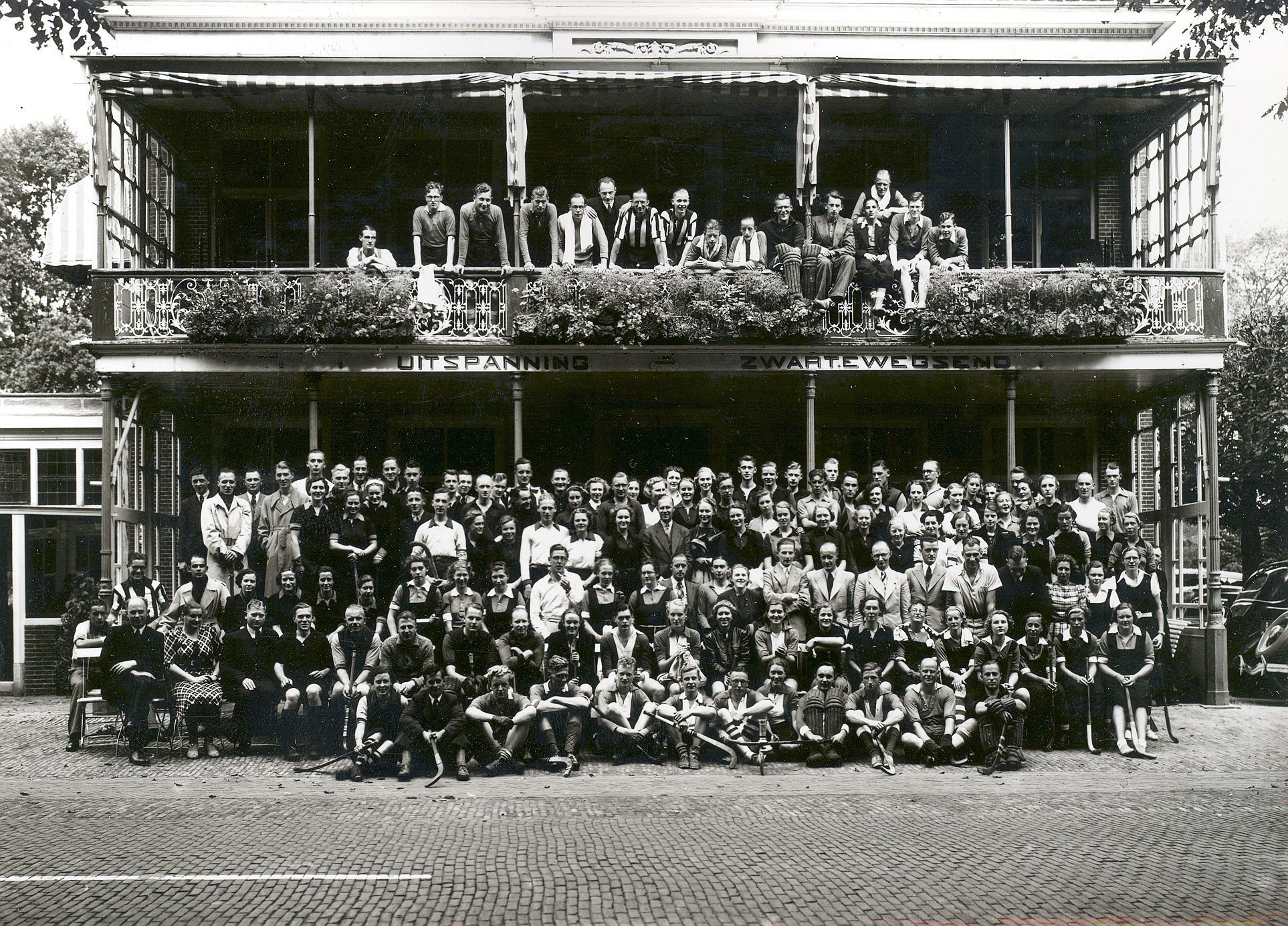
LHC in uitspanning Zwartewegsend 25-09-1938

### De hockeysport in Leeuwarden
In de eerste twee decennia van de 20e eeuw zijn de eerste hockeyactiviteiten in Leeuwarden waar te nemen. Zo valt in de Leeuwarder Courant van 28 april 1908 te lezen dat de “Leeuwarder Hockey Club” een krans aanbiedt aan het jubilerende L.A.C Frisia, dat in dat jaar haar 25-jarige jubileum vierde. In 1911 is er vervolgens een eerste vermelding van de “Leeuwardensche Hockey Club” die in november van datzelfde jaar echter alweer wordt opgeheven wegens “een kwijnend bestaan”.
In oktober van het jaar 1923 doen mevrouw Greven-Quintus, Dr. A.A. Eecen en J.F.H. baron van der Feltz een oproep tot het beoefenen van de hockeysport in Leeuwarden en waarin, bij voldoende belangstelling, de oprichting van een hockeyclub in het vooruitzicht werd gesteld. Alleen mensen die al eerder hadden gehockeyd werden uitgenodigd. Plaats van oefening was het sportterrein aan de Fonteinstraat waar al spoedig een vaste kern van hockeyenthousiastelingen ontstond. Deze vaste kern, bestaande uit dames en heren afkomstig uit de hoogste sociale kringen van Leeuwarden, speelde in het voorjaar van 1924 hun eerste mixed- en herenwedstrijd in Oranjewoud tegen Heerenveen.

### Oprichting Leeuwarder Hockey Club
De oproep in 1923 tot het beoefenen van de hockeysport in Leeuwarden was een dusdanig succes dat besloten werd tot de formele oprichting van een hockeyclub in Leeuwarden. De oprichtingsvergadering vond plaats op 12 oktober 1925 in de Grote Sociëteit in Leeuwarden waar 27 leden het volgende bestuur kozen: mejuffrouw D. Uffelie, Mr. J. Vis, Mr. B.Ph. Baron van Harinxma thoe Slooten, de heer S.Bierma en de heer J.F.H Baron van der Feltz. De oprichting van de Leeuwarder Hockey Club werd bekendgemaakt in het Leeuwarder Nieuwsblad waarin tevens staat vermeld dat de club gaat spelen op een terrein in Oenkerk. Elke zaterdagmiddag rijdt er voor de leden een nette autobus vanaf de Lange Pijp in Leeuwarden richting Oenkerk. Het terrein in Oenkerk werd door welwillendheid van de adellijke familie Van Welderen Rengers ter beschikking gesteld aan de net opgerichte hockeyclub. Op 1 oktober 1927 werd echter het betreffende terrein, dat te klein was om officiële wedstrijden te houden, verplaatst naar Zwartewegsend in Tytsjerk.
De jaren daarna groeide de club gestaag door en veranderde van een zeer besloten vereniging (invitatiebeleid) naar een meer open vereniging maar met behoud van een sterke eigen cultuur en identiteit, getuige de vele bijdragen in lustrumboekjes waarin gesproken wordt over de zogenoemde “LHC-geest”. LHC was bijzonder succesvol en werd in haar bestaan 5 keer noordelijk kampioen bij de heren.

### Oprichting Leeuwarder Mixed Hockey Club RAP
Vindt LHC haar oorsprong in de elite van Leeuwarden, RAP is ontstaan uit een vriendengroep van de middelbare school. Het waren namelijk afgestudeerde leerlingen van de Hoogere Handelsschool die op 8 juli 1926, een prachtige zomeravond en gezeten op het achterbalkon van een van de vrienden, de hockeyclub RAP oprichtten.
Het betrof een vriendengroep die tijdens hun opleiding de hockeysport zo was gaan waarderen dat zij er na hun opleiding geen afstand meer van konden doen. Het hockeyspel zou op verschillende scholen geïntroduceerd zijn door leraar P.H. Smit.
Het bestuur werd als volgt samengesteld: G. Bleeker (voorzitter), R. Westerhuls (vice-voorzitter), J. Ronner (secretaris), J.G.H. van Hulsen (penningmeester), D. Meijers (2e penningmeester) en de dames H.A. Arnold en M.L. Heldoorn als bestuursleden.
Pas na zeven jaar van allerlei omzwervingen was het RAP gelukt om een eigen hockeyveld te bemachtigen. Het was lastig om in Leeuwarden geschikte terreinen te vinden. De meeste wedstrijden speelde RAP tot dan toe op de Wilhelminabaan in Leeuwarden (het huidige ING complex gelegen tussen de Tesselschadestraat en de Harlingertrekweg). Belandde LHC ten oosten van de stad in Oenkerk en Tytsjerk, RAP vond uiteindelijk een locatie ten westen van de stad, namelijk in het dorp Deinum. Pas in september van 1936 zou RAP terugkeren naar de stad. Op het Leeuwarder Sportpark (voormalige Cambuurterrein) zou het samen met de voetbalclubs Frisia en Leeuwarden een eigen veld krijgen om in 1966 te verplaatsen naar het nieuwe sportpark Nijlan. RAP, in de clubkleuren blauw-wit, heeft altijd veel studenten onder haar leden gehad. Een bekend toernooi dat werd gespeeld bij RAP was het Gerrit Bleeker toernooi, vernoemd naar de oud-voorzitter die in de oorlogsjaren om het leven is gekomen. Bij de heren werd aanvankelijk steeds op het hoogste noordelijke niveau gespeeld. Na echter de degradatie uit de noordelijke eerste klasse in 1952 slaagde RAP er alleen in 1966 nog in de eerste klasse te bereiken. RAP degradeerde echter een jaar later alweer naar de tweede klasse om niet weer terug te keren.

### Oprichting R.K. Hockey Club Hurry Up
De Rooms-Katholieke Hockey Club Hurry Up is op gericht op 29 april 1937. De oprichting vond plaats door een groepje hockeyers in café Neuf op de Voorstreek.
Alhoewel de verzuiling in het hockey nooit echt heeft plaatsgevonden, christelijke hockeyclubs zijn er bijvoorbeeld niet en de enige socialistische hockeyclub was Blauw Wit uit Rotterdam, zijn er toch enkele hockeyclubs in Nederland ontstaan die een Rooms-Katholieke grondslag hebben. In 1934 sloten de betreffende clubs, gelegen in de driehoek Rotterdam, Amsterdam en Haarlem, zich destijds aan bij de Diocesaan Haarlemsche Hockeybond. Vanaf 1937 organiseerde de Sportraad van de vrouwelijke Jeugdbeweging voor Katholieke Actie een competitie in het bisdom Haarlem voor katholieke dameshockeyclubs met o.a. de Haarlemse Hockey club “ Hurry Up”.
Wellicht dat dit de inspiratiebron is geweest om ook in Leeuwarden een katholieke hockeyclub onder dezelfde naam op te richten. De derde hockeyclub van Leeuwarden had het, onder leiding van voorzitter P. Domburg, lastig vlak na haar oprichting. Het vinden van een geschikt terrein, het toegelaten worden tot de KNHB bleken lastige hindernissen in die tijd.
In oktober 1938 was het dan zover; Hurry Up kon haar eerste officiële wedstrijd spelen en wel tegen de Groninger Studenten Hockeyclub, die dat seizoen ook voor het eerst in de competitie meedeed. Hurry Up speelde die eerste jaren onder andere op Hofstra State, een veld gelegen achter het Rengers Park. Later werd gespeeld op sportpark De Greuns. Speelden de dames van Hurry Up een periode in de eerste klasse, de heren waren op sportief gebied echter weinig succesvol.

### Fusie LHC en Hurry Up tot Hockey Vereniging Leeuwarden (HVL)
Op 16 mei 1972 zijn LHC en Hurry Up gefuseerd met elkaar. Aan de fusie is een soort van samenwerking vooraf gegaan. Zo trainden de sterkste spelers van LHC, Hurry Up en RAP met elkaar onder deskundige leiding. Toen RAP zich echter terugtrok verzandde het intensieve contact tussen de drie clubs. Problemen op het gebied van accommodatie (Hurry Up) en het technische vlak (LHC) hebben geleid tot de fusie.
LHC had voldoende velden, Hurry Up niet. LHC zat te modderen met de training, bij Hurry Up was dit goed geregeld. Deze problemen zijn de aanleiding geweest voor de clubs om elkaar te vinden. Bracht LHC door de fusie o.m. drie velden in, een clubhuis en het eerste klasserschap van de heren. Hurry Up leverde een verlicht trainingsveld en een sterk technisch kader.
Ook het feit dat Hurry Up twee jaar voor de fusie de letters R.K. liet wegvallen en daarmee dus afstand deed van haar katholieke grondslag heeft de fusie gemakkelijker gemaakt.

### Fusie HVL en Mixed Hockeyclub RAP
Op 14 juli 1977 zijn HVL en Mixed Hockeyclub RAP met elkaar gefuseerd. Zo ontstond de huidige Mixed Hockey Club Leeuwarden. HVL bracht 300 en RAP 125 leden in. De RAP voorzitter destijds, de heer W.M. de Graaf, gaf toe dat RAP meer belang had bij een fusie dan HVL. Met name het afkabbelende ledental en het vrijwel ontbreken van A-jeugd bij RAP maakte een fusie voor RAP noodzakelijk. De fusie ging overigens niet zonder slag of stoot. Bij de algemene ledenvergadering van HVL stemden maar 37 leden voor en 29 tegen. Bij RAP ging het nog stroever; er moest een tweede buitengewone ledenvergadering aan te pas komen om te komen tot een meerderheid van stemmen. Door de fusie wilde de nieuwe hockeyclub het versnipperde hockeytalent in Leeuwarden bij elkaar brengen en doorgroeien naar een ledental van 600. De senioren konden daarbij spelen op de velden in Tietjerk en de jeugd op Nijlan. Het hockeyveld bij sportpark De Greuns, waar de jeugd van HVL speelde, zou ter beschikking komen voor de voetbalsport.
Op 5 september 1981 werd het nieuwe clubhuis met sportvelden op het sportpark Kalverdijkje in gebruik genomen. Het verspreid hockeyen in Tytsjerk en Nijlan behoorde daarmee dan ook tot het verleden.

### Mixed Hockey Club Leeuwarden anno nu
Het ledental dat door de fusie eind jaren zeventig werd nagestreefd is ruimschoots gehaald. In 2014 werden de hockeyvelden vernieuwd, de club telt twee semi-watervelden en een zand ingestrooid veld. In 2018 werd in samenwerking met de gemeente een Hockeydome gerealiseerd. In deze blaashal kunnen de Leeuwarder hockeyers in de winterperiode indoor trainen op hun eigen sportcomplex.